# Dactylispa echinata
Dactylispa echinata es una especie de insecto coleóptero de la familia Chrysomelidae.
Fue descrita científicamente en 1817 por Gyllenhaal.